# Lago Seeon
El lago Seeon (en alemán: Seeoner Seen) es en realidad un grupo de lagos situado en la región administrativa de Alta Baviera, en el estado de Baviera (Alemania); tiene un área total de 77 hectáreas. Se encuentran a 4 km al norte del lago Chiem. 
En el mayor de estos lagos se hacen estudios sobre limnología de la Universidad de Múnich.